# Il soldato
Il soldato è un romanzo scritto da Carlo Cassola tra il 1953 e il 1957 ed edito da Feltrinelli nella collana «I contemporanei» nel 1958, anno in cui il venne insignito del Premio Salento.

## Trama
La vicenda è ambientata in una cittadina di provincia del Meridione, nel periodo immediatamente prima della guerra ed ha come protagonisti due giovani, Mario e Rita. Mario Ghersi è un giovane settentrionale, di Legnano, in Lombardia, che sta facendo il militare al Sud ed è di stanza in una piccola cittadina dove la vita ristretta e monotona si svolge tra la piazza e il corso. Qui conosce Rita, una bella ragazza di ventun anni che ha fama di essere "leggera" e volubile. Mario, di carattere disinvolto, giocatore nella squadra militare e abituato ai successi amorosi, pensa di poter avere con la ragazza una facile avventura tutta fisica, ma il legame diventa sempre più affettivo fino a coinvolgere completamente il giovane. Rita però "non può corrispondere, c'è nel suo atteggiamento un irritante alternarsi di dolcezza e di asprezza, la maschera di cui essa copre, e non solo per malizia ma fors'anche per un senso di onestà nei confronti del soldato, la sua condizione di ragazza di tutti".
Mario, che dapprima lascia andare gli avvenimenti come la ragazza stabilisce e non fa troppo caso ai suoi cambiamenti d'umore, inizia presto, quando Rita manca agli appuntamenti, a soffrire di gelosia e a provare un forte disagio dell'animo che durerà fino a quando sarà inviato in congedo dal Comando.

## Commento
- Questa volta il protagonista del romanzo è un personaggio maschile anche se è Rita, "con il suo piglio risentito e la decisa affermazione di autonomia, il reagente che dà il tono alla vicenda e la determina, relegando il protagonista Mario Ghersi alla parte di colui che subisce, che apparentemente prende l'iniziativa del rapporto e in realtà ne è l'elemento passivo.[3]
- Cassola affronta la storia di Ghersi con uno straordinario pudore, volgendosi piuttosto ad un tono di contenuta elegia che ad un piatto descrittivismo. Egli accetta, alla stessa stregua del suo protagonista, l'amara lezione che proviene dagli eventi, ma in questo spoglio riconoscimento che il dolore non ha spiegazione, c'è come un tremito dolente di una protesta, la dolorosa consapevolezza di un'ingiustizia subita: «Che vuoi farci? È la vita. - Ghersi lo guardò: È fatta male, la vita, - disse».[4] Il fascino del racconto scaturisce esattamente dall'approfondimento di questo motivo: la contemplazione patetica di una giovinezza che si ripiega su se stessa, e piange, e si dispera, nello scoprire per la prima volta (quella decisiva ed estrema) quanto l'esistenza sia difficile e crudele.[5]

## Edizioni
- Carlo Cassola, Il taglio del bosco, Einaudi, 1956.
- Carlo Cassola, Il soldato, Feltrinelli, 1958.
- Carlo Cassola, Il soldato, introduzione di Lorenzo Mondo, Rizzoli, Milano 1979